# Hilaire de Chardonnet
Louis-Marie Hilaire Bernigaud de Chardonnet (1 mai 1839, Besançon - 11 martie 1924, Paris) a fost un inginer francez. 
În 1884, la 45 de ani, a inventat fibra din nitrat de celuloză (nitroceluloză) pe care a denumit-o „mătase artificială”. Pentru aceasta, a tratat cu acid azotic celuloza din bumbac. Nitroceluloza obținută a dizolvat-o într-un amestec de alcool și eter, soluția de polimer rezultată se fila iar filamentele obținute erau etirate. Termenul de „mătase artificială” a fost interzis definitiv între cele două războaie mondiale, pentru a nu concura mătasea naturală.